# NGC 353
NGC 353 je galaksija u zviježđu Kit.

## Vanjske poveznice
- SEDS: NGC 353